# بيلا يونيون
بيلا يونيون (بالإنجليزية: Bella Unión)‏ هي مدينة، تتبع إدارة أرتيغاس، بلغ عدد سكانها 12٬200 نسمة، في 2011، رمزها البريدي هو 55100.